# 福岡県道87号岡垣宮田線
福岡県道87号岡垣宮田線（ふくおかけんどう87ごう おかがきみやたせん）は、福岡県遠賀郡岡垣町から宮若市に至る県道（主要地方道）である。

## 概要
遠賀郡岡垣町大字戸切から宮若市長井鶴に至る。全線片側1車線で、宮若市四郎丸付近はトヨタ自動車九州宮田工場をはじめとした多くの工場が立ち並んでいる。

### 路線データ
- 起点：福岡県遠賀郡岡垣町大字戸切（岸元交差点、国道3号交点）
- 終点：福岡県宮若市長井鶴（羅漢橋西交差点、福岡県道21号福岡直方線交点）

## 歴史
- 1993年（平成5年）5月11日 - 建設省から、県道吉留岡垣線・県道吉留宮田線が岡垣宮田線として主要地方道に指定される[1]。
- 2023年（令和5年）3月31日 - 福岡県告示第205号により、福岡県道9号室木下有木若宮線の旧道の四郎丸新橋口交差点 - 四郎丸交差点間の県道指定が解除され、同区間は本路線の単独区間に変更[2]。

## 路線状況

### 道路施設

#### 橋梁
- 岸元橋（戸切川、遠賀郡岡垣町）
- 山附大橋（釣川、宗像市）
- 四郎丸橋（倉久川、宮若市）
- 倉下橋（倉久川、宮若市）

## 地理

### 通過する自治体
- 遠賀郡岡垣町
- 宗像市
- 宮若市

### 交差する道路
| 交差する道路                | 市町村名 | 市町村名 | 交差する場所 | 交差する場所          |
| --------------------------- | -------- | -------- | ------------ | --------------------- |
| 国道3号                     | 遠賀郡   | 岡垣町   | 大字戸切     | 岸元交差点 / 起点     |
| 福岡県道29号直方宗像線      | 宗像市   | 宗像市   | 吉留         | 平山口交差点          |
| 福岡県道9号室木下有木若宮線 | 宮若市   | 宮若市   | 四郎丸       | 四郎丸交差点          |
| 福岡県道21号福岡直方線      | 宮若市   | 宮若市   | 長井鶴       | 羅漢橋西交差点 / 終点 |

### 交差する鉄道
- 鹿児島本線
- 山陽新幹線

### 沿線
- 赤間グローバルアリーナ
- 宮田工業団地（トヨタ自動車九州など）